# Ctenus simplex
Ctenus simplex este o specie de păianjeni din genul Ctenus, familia Ctenidae, descrisă de Thorell, 1897.
Este endemică în Myanmar. Conform Catalogue of Life specia Ctenus simplex nu are subspecii cunoscute.